# عصفور الملك الثلجي الحنجرة
عصفور الملك الثلجي الحنجرة (الاسم العلمي: Tyrannus niveigularis) (بالإنجليزية: Snowy-throated Kingbird)‏ هو نوع من الطيور يتبع جنس عصفور الملك من فصيلة عصافير الملك.